# Aerosolový rozprašovač

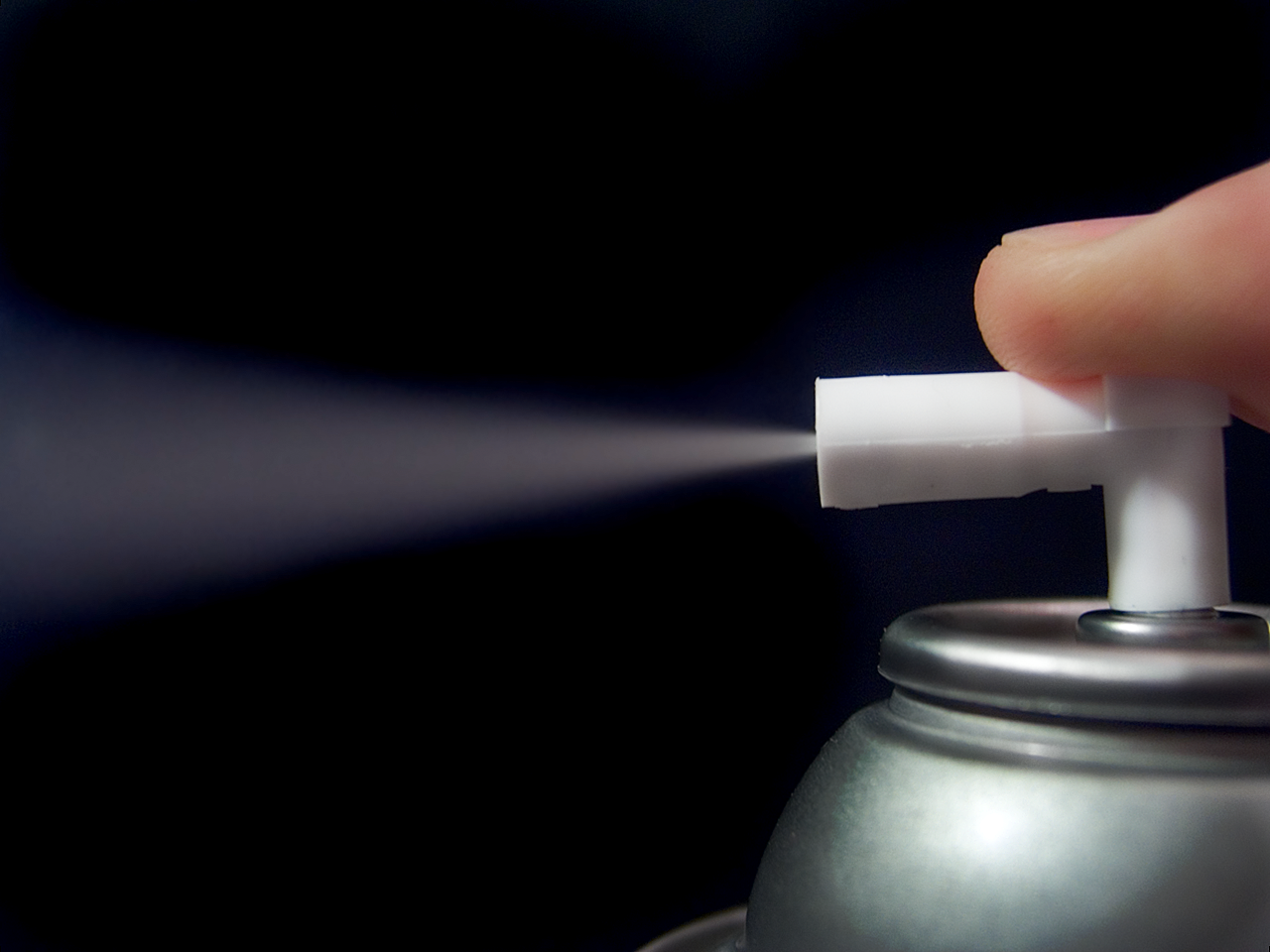
Nádobka s aerosolovým rozprašovačem

Aerosolový rozprašovač (často nazývaný sprej nebo spray) je druh dávkovacího systému, který tvoří aerosol kapalných částic. Používá se s plechovou nádobkou či láhví, obsahující kapalinu pod tlakem. Otevře-li se ventil, kapalina je vytlačována ven malým otvorem a vytváří aerosol (mlhu). Při expanzi hnacího plynu se vypařuje část jeho zkapalněné fáze, což udržuje v nádobce tlak. Vně nádobky se kapičky hnací látky rychle vypařují a umožňují tak velmi jemné rozptýlení vystřikované kapaliny. Mezi typické kapaliny dávkované pomocí aerosolového rozprašovače patří například insekticidy, deodoranty nebo nátěrové hmoty. Jako atomizéry se označují zařízení, která pro stejný účel používají místo stlačeného plynu mechanickou pumpu.

## Historie
Koncept aerosolového spreje vznikl již v roce 1790, kdy se ve Francii objevili sycené nápoje - byl to koncept rozprašovače s oxidem uhličitým pod tlakem.

### 1829
Dva klenotníci z Paříže Deleuze a Dutillet, vynalezli sifonovou láhev na sodu, kdy to byla v podstatě dutá vývrtka v korku s ventilem.

### 1837
Muž jménem Antoine Perpigna vynalezl sifon na sodu, který obsahoval ventil s pružinou, a dal tak vzniknout klasické sifonové lahvi, jak i známe dodnes.

### 1862
Byly testovány spreje v kovovém balení, ale byly vyrobeny z těžké oceli a byly příliš objemné, aby byly komerčně úspěšné.

### 1889
Vynálezci Helbling a Pertsch patentovali aerosoly natlakované pomocí methylu a ethylchloridu, jako hnacích plynů. 

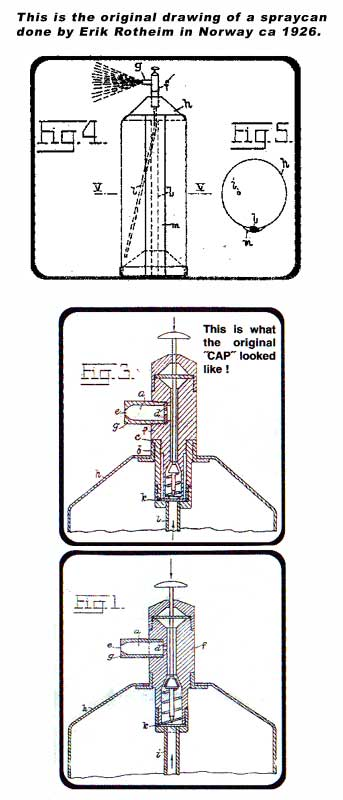
Upravená kresba z patentové žádosti

### 1926
V říjnu roku 1926, podal norský vynálezce Erik Rotheim žádost o patent pro aerosolový sprej - plechovku s ventilem a pohonným systémem, který dokázal udržet a dávkovat kapalinu. Erikovi bylo 28 let. Patent byl schválen v Norsku v červnu 1929. V záři roku 1927 podal žádost o patentování v Americe a patent byl schválen 4.7.1931. Rotheim zemřel v roce 1938 a jeho společnost zkrachovala. Jeho patent byl prodán do Ameriky za 100000 Norských korun. Obchodní využití patentu nebylo významné, ale potom se vše změnilo. V roce 1998 vydala Norská pošta známku oslavující tento vynález.

### 1936
V září roku 1936 podal Američan Julian S. Kahn patent na jednorázovou aerosolovou plechovku, a tento patent byl schválen 22.8.1939. Cílem bylo smíchat smetanu s hnacím plynem ze dvou různých zdrojů, a tím snadno připravit šlehačku. Ve skutečnosti to ale aerosol nebyl. Julian v dalších letech ještě pokračoval, a zřekl se svých předchozích nároků na aerosolovou plechovku týkající se aerosolu, což položilo základ k jeho dalším patentovým nárokům.

### 1941

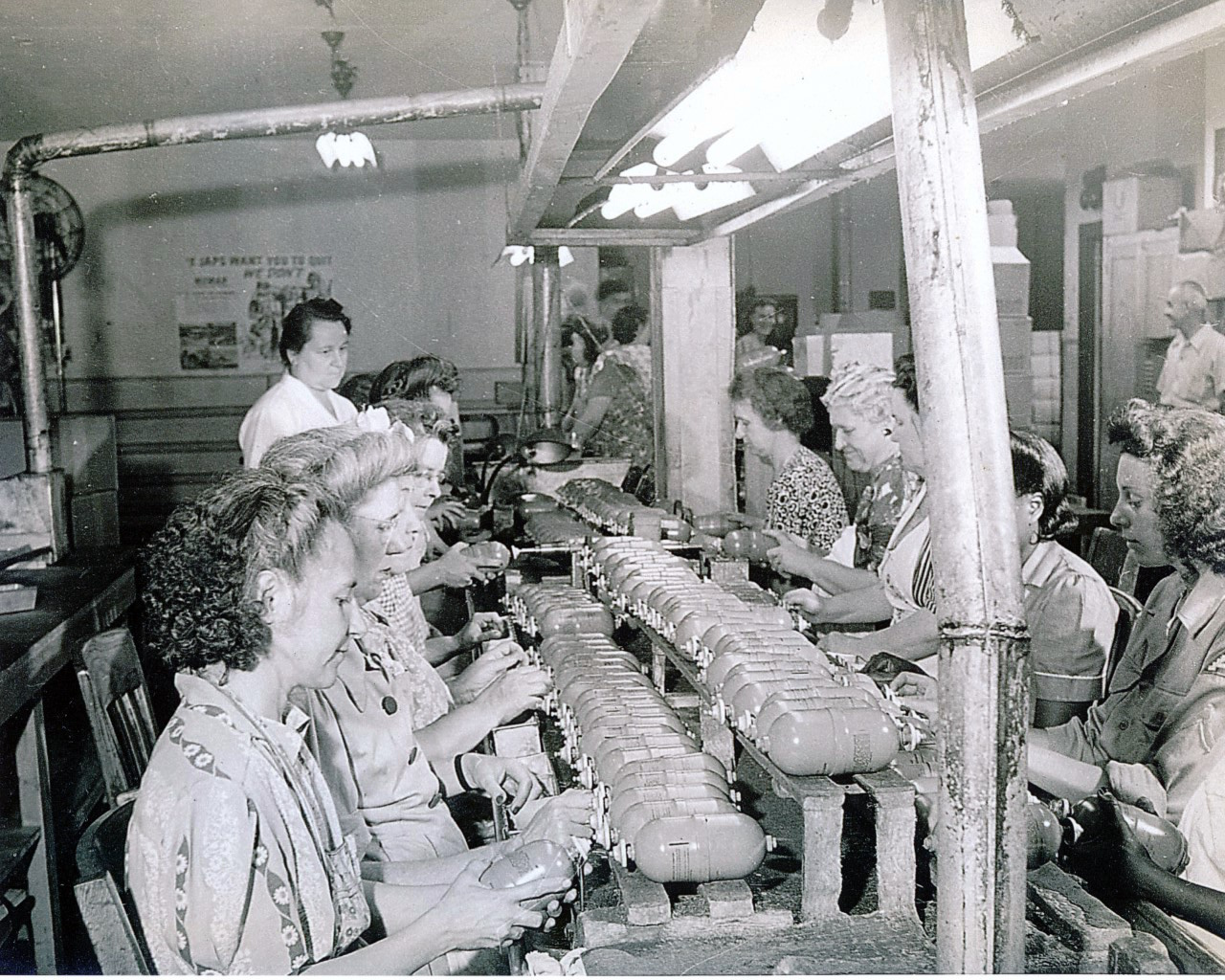
Rok 1943: plnění "Bug Bombu" pro Americké námořnictvo

Během druhé světové války financovala vláda USA výzkum jak vytvořit přenosnou ochranu proti hmyzu roznášejícího malárii, která byla potřeba pro vojáky v zámoří.
V říjnu 1941, vědci z ministerstva zemědělství, Lyle David Goodloe and W.N. Sullivan podali patent na dávkovací zařízení a tento byl schválen 3.10.1943. Dostala se na svět nádoba unikátního designu, která mohla být natlakována zkapalněným plynem (chlorofluorované uhlovodíky) - předchůdce moderního spreje, tak jak známe dnes. Jednalo se o ocelovou plechovku velikosti ruky, naplněnou zkapalněným plynem pod tlakem. Tento malý sprej bug bomb nebo také aerosol bomb, který šel znovu naplnit dokázal v armádě zázraky. Používal se proti komárům ve stanech, letadlech a táborech. Během války bylo vyrobeno 50 miliónu kusů a v roce 1947 bylo vyrobeno 4,3 milionu kusů pro civilní použití. Na vynález byl podán patent veřejné služby, který byl přidělen ministru zemědělství pro svobodné použití pro obyvatele Spojených států. Goodhue a Sullivan obdrželi první zlatou medaili Erika Rotheima od Federace evropských aerosolových asociací 28. srpna 1970 v norském Oslu, jako uznání za jejich rané patenty a následnou průkopnickou práci s aerosoly.

### 1948
V roce 1948 vláda Spojených států udělila licenci na výrobu aerosolů třem společnostem. Dvě ze tří společností, Chase Products Company a Claire Manufacturing, vyrábějí aerosoly dodnes.

### 1949

#### Robert H. Abplanalp
V září 1949 podal 27letý inženýr Robert H. Abplanalp patent na ventilový mechanismus pro dávkování plynů a kapalin pod tlakem inertního plynu, a tento patent byl schválen 17.3.1953. Robert vynalezl lisovací stroj na tyto ventily, které pomohly kontrolovat tok kapaliny za velmi nízkého tlaku. Díky vynálezu plechovek z lehkého hliníku, byly plechovky levným a praktickým prostředkem pro dávkování pěn, prášků a krémů. Jeho společnost Precision Valve Corporation vydělala více než 100 miliónu dolarů z výroby jedné miliardy aerosolových plechovek za rok v Americe, a půl miliardy v dalších zemích. V polovině sedmdesátých let byly obavy z používání fluorovaných uhlovodíků, které nepříznivě ovlivňovaly ozonovou vrstvu, a tak se Abplanalp vrátil do laboratoře, aby zde našel řešení. Nahradil škodlivé fluorované uhlovodíky vodou rozpustnými uhlovodíky, a vznikla tak ekologicky nezávadná aerosolová plechovka. Tím se výroba sprejů rozjela ještě rychleji než předtím. Abplanalp vynalezl první "clog-free" ventil na sprej, který se neucpával a zároveň "Aquasol" nebo pumpovací sprej, který používal vodou rozpustné uhlovodíky jako zdroj pohonu.
Když Robert zemřel v roce 2003, držel přes 300 patentů týkajících se aerosolu, a jeho firma funguje dodnes.

#### Edward H. Seymour
V roce 1949 vynalezl Edward H. Seymour z Illinois první barvu ve spreji. Bylo to na popud jeho manželky Bonnie, aby demonstroval svou vyvinutou hliníkovou barvu na topení. Patent podal v březnu 1950 a ten byl schválen 25.12.1951. Jeho sprej měl jen ukázat jak barva vypadá po aplikování na povrch, ale ukázal se tak populární, že si Ed na vývoj půjčil několik tisíc dolarů od místní banky. Po vylepšení první sprejové nádoby, jeho nová firma Seymour of Sycamore rozjela barvu, který byla smíchána a naplněna aerosolem pomocí speciálně vyvinutého stroje. Společnost spreje vyrábí dodnes.

### 1955
V roce 1947 vznikla společnost Newman-Green Inc. Založil ji Edward H. Green, který vyvinul aerosolové ventily a k nim odpovídající trysky - patent podal v prosinci 1955 a ten byl schválen v roce 1957. Společnost začala vyvíjet "female" dámské ventily pro nejrůznější aplikace a existuje dodnes.

## Technologie (hnací plyny)
Pokud by byla nádobka spreje naplněna pouhým stlačeným plynem, musel by tento mít nebezpečně vysoký tlak, anebo by bylo množství plynu malé a plyn by rychle ubýval. Obvykle se tedy jako hnací plyny používají páry kapalin s bodem varu lehce pod úrovní pokojové teploty. To znamená, že v tlakové nádobce páry existují v termodynamické rovnováze s příslušnou kapalinou pod tlakem, který je vyšší než tlak atmosférický (a je schopen vytlačovat obsaženou kapalinu), není však nebezpečně vysoký. Jak plyn uniká, je ihned nahrazován vypařováním kapaliny. Protože má hnací plyn v nádobce formu kapalné fáze, měl by být mísitelný s příslušnou kapalinou nebo v ní rozpuštěný.
Dříve se často používaly freony (CFC), ovšem od účinnosti Montrealského protokolu v roce 1989 jsou téměř ve všech státech nahrazovány jinými látkami, protože mají negativní účinky na ozónovou vrstvu Země. Nejčastější náhradou jsou směsi těkavých uhlovodíků, typicky propanu, n-butanu a isobutanu. Používá se také dimethylether (DME) a methylethylether. Všechny tyto látky mají nevýhodu ve značné hořlavosti. Pro potravinářské výrobky se používají také oxid dusný (např. pro šlehačku) a oxid uhličitý (např. oleje ve spreji). Pro medicinální aerosoly, například inhalátory pro astmatiky, se používají hydrofluoralkany (HFA): buď HFA 134a (1,1,1,2-tetrafluorethan) nebo HFA 227 (1,1,1,2,3,3,3-heptafluorpropan), případně kombinace obou.

## Právní aspekty
V České republice jsou technické požadavky na aerosolové rozprašovače určeny nařízením vlády č. 194/2001 Sb. (v návaznosti na zákon č. 22/1997 Sb., o technických požadavcích na výrobky), v souladu s právem Evropských společenství. Nařízení definuje požadavky na konstrukci aerosolových rozprašovačů, jejich označování, pracovní a zkušební tlaky apod., a určuje také zkoušky, které je třeba provést pro účely posouzení shody před uvedením na trh.